# UFC on ESPN: Font vs. Aldo
O UFC on ESPN: Font vs. Aldo (também conhecido como O UFC on ESPN 31 e UFC Vegas 44) foi um evento de artes marciais mistas promovido pelo Ultimate Fighting Championship que aconteceu em 4 de dezembro de 2021 nas instalações do UFC Apex em Enterprise, Nevada, parte da Área Metropolitana de Las Vegas, Estados Unidos.

## História
A luta principal da noite foi marcada entre o peso galo Rob Font e José Aldo, ex-campeão peso pena do UFC e do WEC.
Originalmente, Jimmy Crute e Jamahal Hill se enfrentariam no mesmo evento em que Thiago Marreta e Johnny Walker se enfrentariam na luta principal (UFC Fight Night: Santos x Walker), porém, por motivos não revelados, foi remarcado para esse evento.
Tanner Boser e Sergei Pavlovich também foram escalados para se enfrentarem, porém, por problemas de viagem envolvendo a pandemia do Coronavirus, a luta foi cancelada.
Originalmente, Montserrat Ruiz e Mallory Martin se enfrentariam, porém, Ruiz por motivos desconhecidos saiu do evento, sendo substituída por Cheyanne Vlismas.
Brad Tavares originalmente enfrentaria Brendan Allen, porém, ele desistiu em novembro e foi substituido por Roman Dolidze, que por complicações causadas pela COVID-19, não conseguiu licença médica para lutar, sendo também substituido por Chris Curtis.
William Knight e Alonzo Menifield se enfrentariam, porém, ambos os lutadores testaram positivo para COVID-19, forçando o cancelamento da luta.
O veterano Matt Brown enfrentaria Bryan Barberena, porém, em 23 de novembro, Brown passou no teste de COVID, sendo substituido por Darian Weeks.
Philipe Lins enfrentaria originalmente Azamat Murzakanov, porém, por motivos não revelados, ele saiu do evento, sendo substituido pelo peso pesado Jared Vanderaa, e devido a isso, a luta também foi alterada para a categoria. Logo mais tarde, Vanderaa não recebeu licença médica para lutar, forçando o cancelamento da luta.
Jake Matthews e Jeremiah Wells se enfrentariam, porém, um dos cornersman de Wells passou no teste de COVID, forçando o cancelamento da luta.